# République de Tripolitaine
1918–1922
Entités précédentes :
- Libye italienne
Tripolitaine

Entités suivantes :
- Libye italienne
Tripolitaine

La République de Tripolitaine (en arabe : الجمهورية الطرابلسية, El-Cumhuriyyetu't Trablusiyye ou Al-Jumhuriya al-Trabulsiya, tamazight : Tagduda n Ṭrables, italien : Repubblica di Tripolitania), était un État souverain sur les territoires de l'ouest de l'actuelle Libye, entre 1918 et 1922.
Il s'agit du premier État islamique au monde à disposer d'un gouvernement républicain et de la première entité libyenne indépendante depuis la chute de l'Empire ottoman. En 1922, le pays repassera sous la tutelle italienne.

## Histoire
La guerre italo-turque et la fin de la Première Guerre mondiale, marquée par la chute de l'Empire ottoman, réveillent les sentiments nationalistes panarabistes. Le 16 novembre 1918, la République de Tripolitaine se proclame indépendante vis-à-vis du royaume d'Italie. Cette proclamation fut suivie d'une déclaration formelle d'indépendance à la conférence de paix de Paris qui voit sa reconnaissance par l'Italie mais gagne toutefois peu de soutien de la part des puissances internationales.
Le 1er juin 1919, le parlement italien vote une loi fondamentale garantissant une large autonomie à la Tripolitaine ; l'Italie garde toutefois la haute main sur l'armée, la diplomatie et la justice du nouvel État. Une autre loi similaire est par ailleurs votée quelques mois plus tard, garantissant l'autonomie de l'Émirat de Cyrénaïque. L'application des accords entre les Italiens et les deux nouveaux États autonomes se heurte cependant bientôt à la mauvaise volonté de toutes les parties : rapidement, l'Italie vise à reprendre le contrôle complet du territoire libyen, en Tripolitaine comme en Cyrénaïque.
Dès la fin de 1921, Giuseppe Volpi est nommé gouverneur de la Tripolitaine et engage des opérations de reconquête. Un débarquement italien a lieu à Misrata, dont Volpi est fait comte en janvier 1922. L'arrivée au pouvoir de Benito Mussolini en 1922 et la montée en puissance du fascisme en Italie conduit à un renforcement de la politique italienne contre les rebelles libyens. En 1923, la République est dissoute et le pays redevient une partie intégrante de la Libye italienne. Débute alors une résistance armée incarnée par Omar Al Mokhtar, s'opposant à l'occupation italienne.

## Administration
La République de Tripolitaine eut 4 présidents ou gouverneurs (wāli en arabe)  au cours de son histoire : Suleyman Al Baruni, Ahmed bin Ali, Ramazan Suehali et Abdel Nabi Belker'dir. Le pouvoir est divisé en 2 branches distinctes : le gouvernement de la République de Tripoli (pouvoir exécutif) et le Conseil de la Shura (مجلس الشورى, que l'on pourrait traduire en français par « Conseil consultatif », qui représente le pouvoir législatif), dirigé par Cheikh Mohammed et composé de 24 membres.
Ce dernier était constitué lui-même de 2 sous-branches différentes : le Conseil des présidents (dirigé par Yahya Cheikh) et le Conseil juridique ou constitutionnel, dirigé par Cheikh Omar Almisawi, Zarouk Borjas, Cheikh Imam et Cheikh Mohammed.
Si la langue officielle était l'arabe, avec l'arabe dialectal de Tripolitaine, la langue italienne était maintenue, ainsi que le turc, langue de l'ancienne puissance dominante, l'Empire ottoman[réf. nécessaire].

## Réaction du peuple
La République de Tripolitaine eut un impact profond dans le cœur du peuple de Tripoli, prouvant que la Libye pouvait réussir à surmonter les Italiens. Donc, un nationalisme libyen était déjà présent, depuis la fin des années 1910[réf. nécessaire].